# Aukščiausioji lyga 1975
L'edizione 1975 dell'Aukščiausioji lyga fu la trentunesima come campionato della Repubblica Socialista Sovietica Lituana; la vittoria andò al Dainava Alytus, giunto al suo 1º titolo.

## Formula
La formula dell'anno precedente fu confermata: il campionato fu disputato su due gironi ed in due fasi; i club partecipanti passarono da 25 a 26, con la rinunciataria Utenis Utena sostituita da Kelininkas Kaunas e Banga Gargždai. Nella prima fase i 26 club furono divisi i due gironi (Zalgiris e Nemunas) formati da 14 e 12 squadre: in ciascuno di essi furono disputate gare di andata e ritorno, per un totale rispettivamente di 26 e 22 partite per squadra.
Nella seconda fase le squadre classificate ai primi tre posti dei rispettivi gironi disputavano un torneo a sei, con punteggi azzerati rispetto alla prima fase e gare di andata e ritorno, per un totale di 10 partite. Tutte le altre si affrontarono in gare di andata e ritorno per le posizioni dalla settima in giù. Ad esempio le due quarte si affrontarono per stabilire la settima posizione assoluta, le due quinte si affrontarono per decidere la nona posizione e così via. Alle ultime due classificate del girone Zalgiris furono attribuite venticinquesima e ventiseiesima posizione finale.
Non erano previste retrocessioni.

## Prima fase

### Girone Nemunas

#### Classifica finale
| Pos. | Squadra                      | Pt | G  | V  | N | P  | GF | GS | DR  |
| ---- | ---------------------------- | -- | -- | -- | - | -- | -- | -- | --- |
| 1.   | Dainava Alytus               | 37 | 22 | 17 | 3 | 2  | 50 | 12 | +38 |
| 2.   | Sūduva                       | 35 | 22 | 15 | 5 | 2  | 52 | 14 | +38 |
| 3.   | Nevėžis                      | 35 | 22 | 16 | 3 | 3  | 52 | 18 | +34 |
| 4.   | Kooperatininkas Plungė       | 28 | 22 | 12 | 4 | 6  | 38 | 21 | +17 |
| 5.   | Vienybė Ukmergė              | 27 | 22 | 10 | 7 | 5  | 44 | 23 | +21 |
| 6.   | Atmosfera Mažeikiai          | 23 | 22 | 8  | 7 | 7  | 34 | 25 | +9  |
| 7.   | Chemikas Kėdainiai           | 20 | 22 | 8  | 4 | 10 | 35 | 41 | -6  |
| 8.   | Tauras                       | 18 | 22 | 8  | 2 | 12 | 32 | 57 | -25 |
| 9.   | Sveikata                     | 15 | 22 | 6  | 3 | 13 | 29 | 45 | -16 |
| 10.  | Cementininkas Naujoji Akmenė | 13 | 22 | 6  | 1 | 15 | 23 | 44 | -21 |
| 11.  | Banga Gargždai               | 9  | 22 | 4  | 1 | 17 | 15 | 60 | -45 |
| 12.  | Minija Kretinga              | 4  | 22 | 1  | 2 | 19 | 9  | 53 | -44 |

#### Verdetti
- Qualificate al Girone per il titolo: Dainava Alytus, Sūduva e Nevėžis Kėdainiai.

### Girone Žalgiris

#### Classifica finale
| Pos. | Squadra                | Pt | G  | V  | N  | P  | GF | GS | DR  |
| ---- | ---------------------- | -- | -- | -- | -- | -- | -- | -- | --- |
| 1.   | Tauras Šiauliai        | 37 | 26 | 14 | 9  | 3  | 34 | 16 | +18 |
| 2.   | Ekranas                | 35 | 26 | 14 | 7  | 5  | 33 | 24 | +9  |
| 3.   | Pažanga Vilnius        | 34 | 26 | 10 | 14 | 2  | 31 | 16 | +15 |
| 4.   | Atletas Kaunas         | 33 | 26 | 13 | 7  | 6  | 37 | 18 | +19 |
| 5.   | Kelininkas Kaunas      | 31 | 26 | 11 | 9  | 6  | 37 | 26 | +11 |
| 6.   | Politechnika Kaunas    | 30 | 26 | 12 | 6  | 8  | 36 | 29 | +7  |
| 7.   | Statybininkas Šiauliai | 28 | 26 | 9  | 10 | 7  | 33 | 24 | +9  |
| 8.   | Granitas Klaipėda      | 28 | 26 | 11 | 6  | 9  | 31 | 29 | +2  |
| 9.   | Šviesa Vilnius         | 24 | 26 | 8  | 8  | 10 | 25 | 28 | -3  |
| 10.  | Aušra Vilnius          | 23 | 26 | 7  | 9  | 10 | 30 | 40 | -10 |
| 11.  | Inkaras Kaunas         | 19 | 26 | 7  | 5  | 14 | 17 | 29 | -12 |
| 12.  | Statyba Panevėžys      | 19 | 26 | 5  | 9  | 12 | 20 | 39 | -19 |
| 13.  | Banga Kaunas           | 13 | 26 | 3  | 7  | 16 | 12 | 34 | -22 |
| 14.  | Elektronika Vilnius    | 10 | 26 | 3  | 4  | 19 | 12 | 36 | -24 |

#### Verdetti
- Qualificate al Girone per il titolo: Tauras Šiauliai, Ekranas Panevėžys e Pažanga Vilnius.

## Seconda fase

### Girone per il titolo
|                        | Pos. | Squadra         | Pt | G  | V | N | P | GF | GS | DR  |
| ---------------------- | ---- | --------------- | -- | -- | - | - | - | -- | -- | --- |
| RSS Lituana (bandiera) | 1.   | Dainava Alytus  | 16 | 10 | 6 | 4 | 0 | 12 | 3  | +9  |
|                        | 2.   | Pažanga Vilnius | 11 | 10 | 4 | 3 | 3 | 12 | 7  | +5  |
|                        | 3.   | Sūduva          | 11 | 10 | 5 | 1 | 4 | 15 | 10 | +5  |
|                        | 4.   | Tauras Šiauliai | 10 | 10 | 3 | 4 | 3 | 7  | 7  | +0  |
|                        | 5.   | Nevėžis         | 6  | 10 | 1 | 4 | 5 | 8  | 16 | -8  |
|                        | 6.   | Ekranas         | 6  | 10 | 2 | 2 | 6 | 7  | 18 | -11 |

### Spareggio 7º posto
| Squadra 1      | Totale | Squadra 2              | Andata | Ritorno |
| -------------- | ------ | ---------------------- | ------ | ------- |
| Atletas Kaunas | 4 - 3  | Kooperatininkas Plungė | 2 - 3  | 2 - 0   |

### Spareggio 9º posto
| Squadra 1       | Totale | Squadra 2         | Andata | Ritorno |
| --------------- | ------ | ----------------- | ------ | ------- |
| Vienybė Ukmergė | 3 - 1  | Kelininkas Kaunas | 1 - 0  | 2 - 1   |

### Spareggio 11º posto
| Squadra 1           | Totale | Squadra 2           | Andata | Ritorno |
| ------------------- | ------ | ------------------- | ------ | ------- |
| Politechnika Kaunas | 6 - 4  | Atmosfera Mažeikiai | 3 - 0  | 3 - 4   |

### Spareggio 13º posto
| Squadra 1              | Totale | Squadra 2          | Andata | Ritorno |
| ---------------------- | ------ | ------------------ | ------ | ------- |
| Statybininkas Šiauliai | 2 - 0  | Chemikas Kėdainiai | 0 - 0  | 2 - 0   |

### Spareggio 15º posto
| Squadra 1         | Totale          | Squadra 2 | Andata | Ritorno |
| ----------------- | --------------- | --------- | ------ | ------- |
| Granitas Klaipėda | ? - ? 3-2 (dcr) | Tauras    | 2 - 1  | ? - ?   |

### Spareggio 17º posto
| Squadra 1      | Totale | Squadra 2         | Andata | Ritorno |
| -------------- | ------ | ----------------- | ------ | ------- |
| Šviesa Vilnius | ? - ?  | Sveikata Kybartai | ? - ?  | ? - ?   |

### Spareggio 19º posto
| Squadra 1     | Totale          | Squadra 2               | Andata | Ritorno |
| ------------- | --------------- | ----------------------- | ------ | ------- |
| Aušra Vilnius | 3 - 3 5-4 (dcr) | Cementas Naujoji Akmenė | 1 - 2  | 2 - 1   |

### Spareggio 21º posto
| Squadra 1      | Totale | Squadra 2      | Andata | Ritorno |
| -------------- | ------ | -------------- | ------ | ------- |
| Inkaras Kaunas | 3 - 2  | Banga Gargždai | 3 - 1  | 0 - 1   |

### Spareggio 23º posto
| Squadra 1         | Totale | Squadra 2       | Andata | Ritorno |
| ----------------- | ------ | --------------- | ------ | ------- |
| Statyba Panevėžys | 4 - 3  | Minija Kretinga | 4 - 0  | 0 - 3   |

- 25º posto: Banga Kaunas
- 26º posto: Elektronika Vilnius